# Coco Martín
Coco Martín (nacido Rodel Luis Pacheco Nacianceno; 1 de noviembre de 1981) es un actor y cantante ocasional filipino.

## Filmografía

### Televisión
| Año           | Título original                                  | Título inglés                                              | Papel                                                                         | Cadena(s)   |
| ------------- | ------------------------------------------------ | ---------------------------------------------------------- | ----------------------------------------------------------------------------- | ----------- |
| 2007          | Mga Kuwento Ni Lola Basyang: Ang Walong Bulag    | The Stories of Grandmother Basyang: The Eight Blind People | Bulag 6                                                                       | GMA Network |
| 2007          | Daisy Siete: Isla Chikita                        | Seven of the Daisies: Chikita Island                       | David                                                                         | GMA Network |
| 2008          | Maalaala Mo Kaya: Bibliya                        | Would You Remember: Bible                                  | James                                                                         | ABS-CBN     |
| 2008          | Ligaw na Bulaklak                                | Wild Flower                                                | Ronel / Chris Alegro                                                          | ABS-CBN     |
| 2008          | Komiks Presents: Tiny Tony                       | Comics Presents: Tiny Tony                                 | Joaquín Peralta                                                               | ABS-CBN     |
| 2008          | Maalaala Mo Kaya: Boarding House                 | Would You Remember: Boarding House                         | Billy                                                                         | ABS-CBN     |
| 2009          | Tayong Dalawa                                    | The Two Of Us                                              | Ramón Dionisio Lecumberri                                                     | ABS-CBN     |
| 2009          | Komiks Presents: Mars Ravelo's Nasaan Ka Maruja? | Comics Presents: Where Are You Maruja?                     | James                                                                         | ABS-CBN     |
| 2009          | Nagsimula sa Puso                                | It Started From the Heart                                  | Carlo Pagdanganan                                                             | ABS-CBN     |
| 2010          | Kung Tayo'y Magkakalayo                          | If We Were To Be Apart                                     | Ringo Quijano Crisanto                                                        | ABS-CBN     |
| 2010          | 1DOL                                             | Idol                                                       | Fernando "Lando" Lagdameo                                                     | ABS-CBN     |
| 2010          | Agimat Presents: Tonyong Bayawak                 | Amulet: Tonyo the Water Lizard                             | Antonio "Tonyo" dela Cruz / Tonyong Bayawak                                   | ABS-CBN     |
| 2010          | Maalaala Mo Kaya: Silbato                        | Would You Remember: Whistle                                | Jerome Ortega                                                                 | ABS-CBN     |
| 2011          | Minsan Lang Kita Iibigin                         | I Will Only Love You Once / One Great Love                 | Alexander del Tierro / Javier del Tierro                                      | ABS-CBN     |
| 2011          | 100 Days to Heaven                               | 100 Days to Heaven                                         | Encargado joven (camafeo)                                                     | ABS-CBN     |
| 2011          | Growing Up                                       | Growing Up                                                 | Asiong                                                                        | ABS-CBN     |
| 2012          | Walang Hanggan                                   | Infinity / My Eternal                                      | Daniel Cruz/Guidotti/Montenegro                                               | ABS-CBN     |
| 2012          | Maalaala Mo Kaya: Kamao                          | Would You Remember: Fist                                   | Ramón                                                                         | ABS-CBN     |
| 2013          | Kahit Konting Pagtingin                          | Just One Glance                                            | Pasajero de autobús (camafeo)                                                 | ABS-CBN     |
| 2013          | Juan dela Cruz                                   | Juan dela Cruz                                             | Juan dela Cruz / Anak ng Dilim                                                | ABS-CBN     |
| 2013          | My Little Juan                                   | My Little Juan                                             | Juan dela Cruz (adolescente)                                                  | ABS-CBN     |
| 2013          | Wansapanataym Presents: Simbang Gabi             | Wansapanataym Presents: Midnight Mass                      | Carlos "Caloy/Caloykoy" de Guzmán                                             | ABS-CBN     |
| 2014          | Ikaw Lamang                                      | Only You                                                   | Samuel Severino Hidalgo                                                       | ABS-CBN     |
| 2015-presente | Ang Probinsyano                                  | Brothers                                                   | Ricardo "Cardo" Dalisay/ Ricardo De León / Dominador "Ador" Borja De León Sr. | ABS-CBN     |

### Cine
| Año  | Título                            | Papel                                 | Compañía de cine                                                                                  |
| ---- | --------------------------------- | ------------------------------------- | ------------------------------------------------------------------------------------------------- |
| 2001 | Luv Text                          | amigo de Iván (como Rodel Nacianceno) | Maverick Films                                                                                    |
| 2002 | Ang agimat: Anting-anting ni Lolo | Armon                                 | Imus Productions                                                                                  |
| 2005 | Masahista                         | Iliac                                 | Gee Films International, Centerstage Productions                                                  |
| 2006 | Kaleldo                           | Iliac                                 | Centerstage Productions, G-Entertainment                                                          |
| 2007 | Siquijor: Mystic Island           | Miguel Sarmiento                      | Centerstage Productions                                                                           |
| 2007 | Foster Child                      | Conductor Pedicab (sin acreditar)     | Seiko Films, Centerstage Productions                                                              |
| 2007 | Ataul: For Rent                   | Danny                                 | Artiste Entertainment Works International                                                         |
| 2007 | Tirador                           | Caloy                                 | Centerstage Productions, Rollingball Entertainment, Ignite Media                                  |
| 2007 | Pi7ong Tagpo                      | Sonny (segmento "Star City")          | Creative Futures                                                                                  |
| 2007 | Nars                              | Noel                                  | Carl & Carl Productions                                                                           |
| 2007 | Tambolista                        | Billy                                 | Cinema One Originals, Ignite Media                                                                |
| 2007 | Batanes                           | Jason                                 | Ignite Media, GMA Films                                                                           |
| 2008 | Condo                             | Benjie Castro                         | Breaking the Box Productions, Kamurayaw Pictures                                                  |
| 2008 | Daybreak                          | JP                                    | Bicycle Pictures                                                                                  |
| 2008 | Serbis                            | Alan                                  | Centerstage Productions, Swift Productions, Asian Cinema Fund (Pusan International Film Festival) |
| 2008 | Jay                               | Edward Navarro                        | Cinemalaya, National Commission for Culture and the Arts, Pasión Para Película Productions        |
| 2008 | Tiltil                            | Manuel                                | Breakthrough Entertainment Productions, 24P Film International                                    |
| 2008 | Next Attraction                   |                                       | Cinematográfica                                                                                   |
| 2009 | Kinatay                           | Pepeng                                | Swift Productions, Centerstage Productions                                                        |
| 2009 | Soliloquy                         | Obet Labrador                         | Quantum Films                                                                                     |
| 2010 | Noy                               | Noy                                   | Star Cinema, CineMedia                                                                            |
| 2010 | Sa 'yo Lamang                     | Coby                                  | Star Cinema                                                                                       |
| 2012 | Captive                           | Abusama                               | Star Cinema y Centerstage Productions                                                             |
| 2012 | Born To Love You                  | Rex Manrique                          | Star Cinema and CineMedia                                                                         |
| 2012 | Sta. Niña                         | Pol                                   | Cinemalaya                                                                                        |
| 2012 | 24/7 in Love                      | Dante                                 | Star Cinema                                                                                       |
| 2013 | A Moment in Time                  | Patrick Javier                        | Star Cinema                                                                                       |
| 2014 | Maybe This Time                   | Antonio "Tonio" Bugayong              | Star Cinema y Viva Films                                                                          |
| 2014 | Padre De Familia                  |                                       |                                                                                                   |
| 2014 | Feng Shui 2                       | Henry Co                              | Star Cinema                                                                                       |